# Emma de Anhalt-Bernburg-Schaumburg
Prințesa Emma de Anhalt-Bernburg-Schaumburg-Hoym (20 mai 1802–1 august 1858) a fost o prințesă germană. A fost bunica reginei Țărilor de Jos, Emma de Waldeck și Pyrmont, care a fost numită după ea.

## Biografie
Emma a fost una din cele patru fiice ale prințului Victor al II-lea, Prinț de Anhalt-Bernburg-Schaumburg-Hoym (1767–1812) din căsătoria cu Amelia de Nassau-Weilburg (1776–1841). A crescut alături de surorile sale la Hoym în Anhalt și a primit o educație bună.
S-a căsătorit la 26 iunie 1823 la castelul Schaumburg cu George al II-lea, Prinț de Waldeck și Pyrmont (1789–1845). Emma și George au avut cinci copii:
- Augusta (1824–1893), căsătorită cu contele Alfred de Stolberg-Stolberg
- Joseph (1825–1829)
- Hermine (1827–1910), căsătorită cu Prințul Adolf I George de Schaumburg-Lippe
- George Victor (1831–1893), căsătorit cu Prințesa Elena de Nassau și a doua oară cu Prințesa Louise de Schleswig-Holstein-Sonderburg-Glücksburg; a fost tatăl reginei Țărilor de Jos și bunicul reginei Wilhelmina.
- Walrad (1833–1867)

După decesul soțului ei în 1852, ea a condus Waldeck și Pyrmont ca regentă pentru fiul ei minor, George Victor.